# Bayersturm

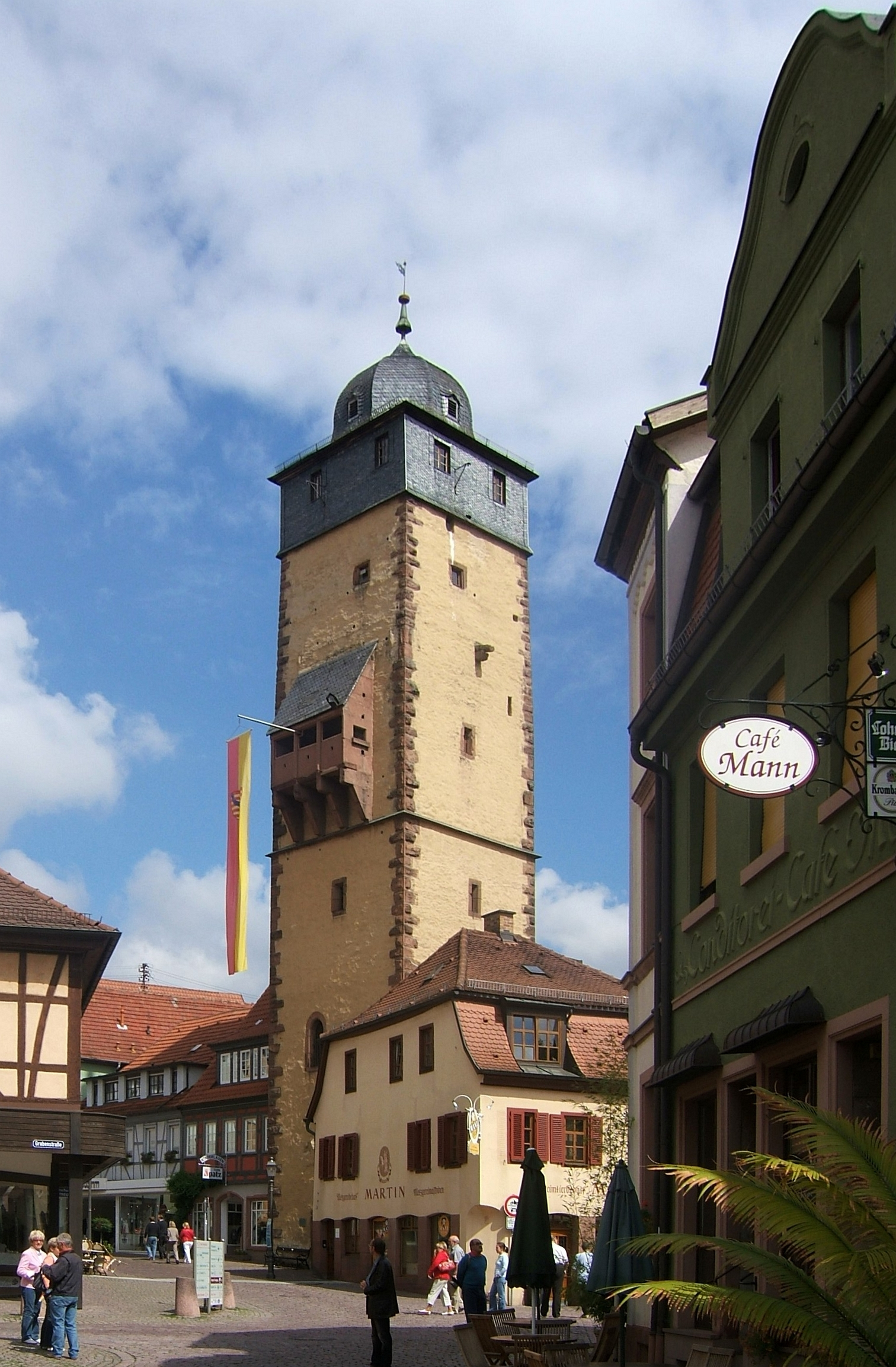
Der Bayersturm

Der Bayersturm am Zugang zum Fischerviertel ist der letzte erhaltene Turm der ehemaligen Stadtbefestigung in Lohr am Main. Er trägt den Namen der früheren Türmerfamilie Bayer und wird amtlich als „Stadtturm“ bezeichnet. Er gilt neben dem Schloss als ein Wahrzeichen der Stadt Lohr.

## Architektur

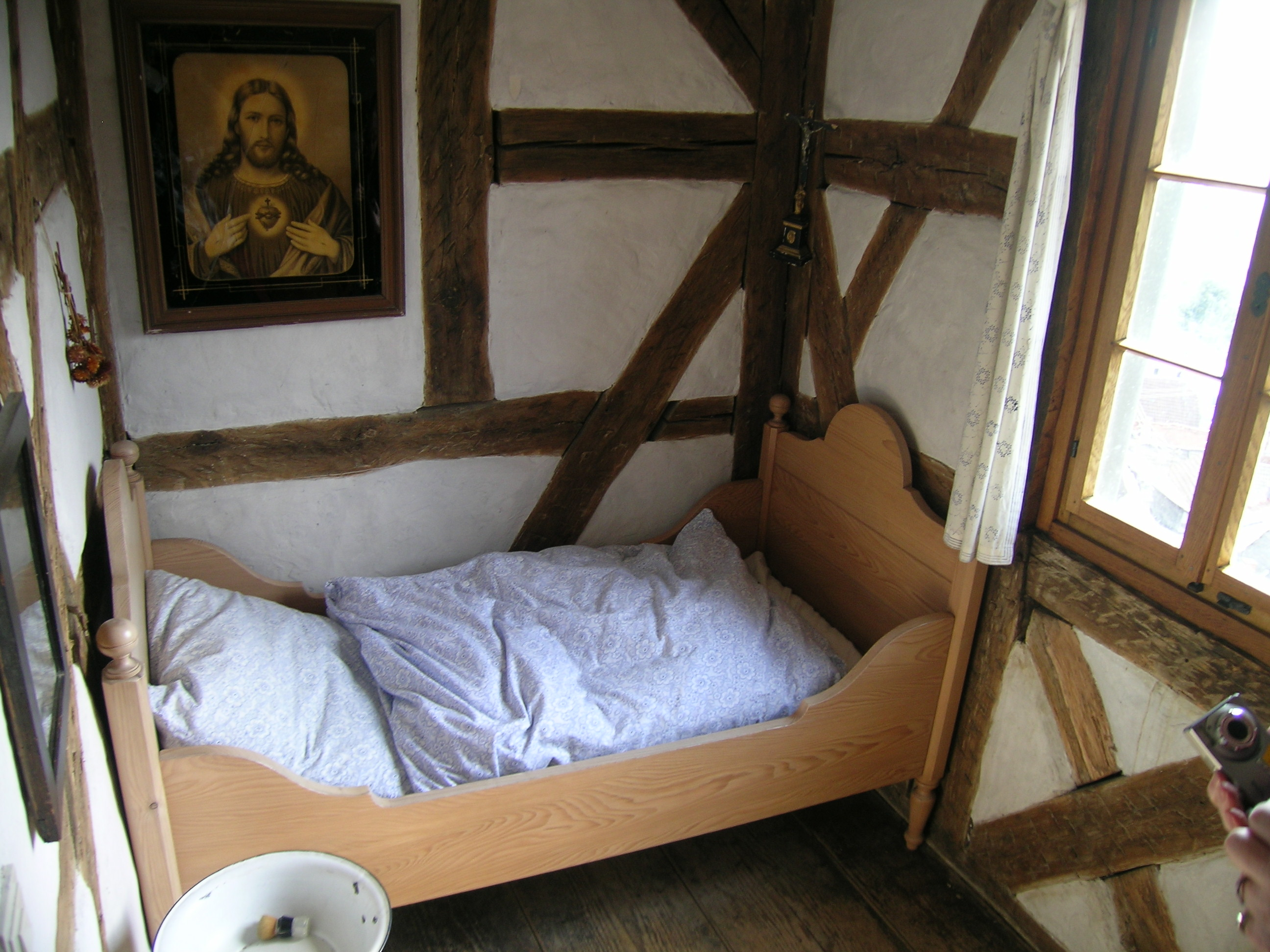
Schlafzimmer der Türmerwohnung

Der Turm hat heute eine Höhe von 40 Metern, nach anderer Quelle von 39 Metern, und trägt eine welsche Dachhaube mit Schieferverkleidung. An der westlichen Turmwand befindet sich ein mächtiger Sandsteinerker, von dem die gelb-rote Fahne mit dem Lohrer Stadtwappen weht.
Der frühere Zugang befand sich in etwa vier Metern Höhe und war nur über einen Wehrgang erreichbar. Heute kann man von der Turmstraße aus über 147 Treppenstufen ganz nach oben in die Türmerwohnung in der obersten der insgesamt sechs Etagen gelangen. Darunter befindet sich der ehemalige Ziegenstall.

## Geschichte
Erbaut wurde der Bayersturm im 14. Jahrhundert, etwa zwischen 1330 und 1385.
Durch Umbaumaßnahmen nach dem Jahr 1550 erhielt er zwei zusätzliche Stockwerke und damit eine Höhe von „140 Schuh“. So wurde er um etwa fünf Meter höher. Das ursprünglich spitze Dach mit Umlauf wurde durch eine abgerundete, barocke Haube ersetzt. Diese ist bereits 1648 auf einem Merian-Stich abgebildet. Der Turm überstand die allgemeinen Abrissmaßnahmen der Stadtbefestigungsanlagen im 19. Jahrhundert, weil er neben dem Stadttor stand und deshalb nicht störte. Nach dem Wegfall des Tores im Jahre 1819 wurde ein neuer, ebenerdiger Eingang in die Turmwand geschlagen. Bis 1939 waren die Räumlichkeiten des Turmes bewohnt.
Um die Finanzierung notwendiger Renovierungen zu ermöglichen, wurde 1975 der Baiersturmverein e. V. gegründet. Dieser organisierte die Baiersturmfeste, deren Erlöse dem Projekt zugutekamen: 1979 wurde eine neue Treppe eingebaut. Seitdem ist der Turm wieder für Besichtigungen zugänglich, die heute im Rahmen von Führungen bis zur Türmerstube führen, von der sich ein guter Ausblick auf den Main, Lohr und in den Spessart bietet. Weitere Finanzmittel wurden für die Innenausstattung eingesetzt. Daher sind seit Mitte des Jahres 2005 auch Trauungen in der Türmerstube möglich. Zur Betreuung des Turms ist ein Turmwart eingesetzt.